# Stenocorus amurensis
Stenocorus amurensis là một loài bọ cánh cứng trong họ Cerambycidae.